# Зловеща семейна история: Хотел
„Хотел“ (на английски: Hotel) е петият сезон на американския сериал Зловеща семейна история. Излъчването му започва на 7 октомври 2015 г. и завършва на 13 януари 2016 г.

## Сюжет
Сезонът разказва за хотел „Кортез“ в Лос Анджелис, който е закупен от модния дизайнер, Уил Дрейк (Чейен Джаксън). Хотелът е прокълнат и изпълнен с мистериозни демони, създания и призраци, сред които е бившата собственичка, 115-годишната графиня Елизабет (Лейди Гага) и нейният възлюбен, бивш наркоман, Донован (Мат Бомър). Персоналът се състои от майката на Донован и мениджър на хотела – Айрис (Кати Бейтс), бармана – Лиз Тейлър (Денис О'Хеър) и призрачната перачка – госпожица Евърс (Меър Уинингам).
В хотела пристига детективът Джон Лоу (Уес Бентли), чийто син е отвлечен от Графинята и е превърнат в призрачно кръвопиещо създание, което броди из коридорите. Лоу пристига след сигнал за гост, който е убит от мистериозен сериен убиец, който се движи по Десетте Божи заповеди.
Сред останалите персонажи са мистериозна жена, на име „хиподермичната“ Сали (Сара Полсън) – наркоманка, която има минало с Донован и майка му; страховит демон с метален конусовиден вибратор, наречен Демона на пристрастяването; лошото момче и модел – Тристан Дъфи (Фин Уитрок); призракът на първия собственик на „Кортез“ – Джеймс Марч (Евън Питърс) и дъщерята на Лоу – Скарлет (Шрий Крукс), която се опитва да си върне своя по-голям брат.

## Актьорски състав

### Главни
- Кати Бейтс в ролята на Айрис
- Сара Полсън в ролята на Сали
- Евън Питърс в ролята на Джеймс Марч
- Уес Бентли в ролята на детектив Джон Лоу
- Мат Бомър в ролята на Донован
- Клои Севини в ролята на д-р Алекс Лоу
- Денис О'Хеър в ролята на Лиз Тейлър
- Чейен Джаксън в ролята на Уил Дрейк
- Анджела Басет в ролята на Рамона Роял
- Лейди Гага в ролята на графиня Елизабет

### Второстепенни
- Макс Грийнфилд в ролята на Гейбриъл
- Ричард Т. Джоунс в ролята на детектив Хан
- Шрий Крукс в ролята на Скарлет Лоу
- Хелена Матсън в ролята на Агнета
- Камила Алнес в ролята на Вендела
- Ленън Хенри в ролята на Холдън Лоу
- Лирик Ленън в ролята на Лаклан Дрейк
- Кристин Естабрук в ролята на Марси
- Медхен Еймик в ролята на госпожа Елисън
- Роксана Брусо в ролята на д-р Коън
- Дейвид Нотън в ролята на г-н Самюелс
- Дарън Крис в ролята на Джъстин

### Гост-звезди
- Меър Уинингам в ролята на Хейзъл Евърс
- Фин Уитрок в ролята на Тристан Дъфи и Рудолфо Валентино
- Александра Дадарио в ролята на Наташа Рамбова
- Наоми Кембъл в ролята на Клаудия Банксън
- Лили Рейб в ролята на Айлийн Уорнъс

## Продукция

### Разработка
На 13 октомври 2014 г., FX обяви, че сериалът е подновен за пети сезон, чиято премиера ще бъде през октомври 2015 г. Президентът на мрежата, Джон Ландграф, съобщи, че сезонът ще предизвика огромно преосмисляне на сериала. Лейди Гага обяви, че името на сезона е „Хотел“, както и че самата тя ще участва в него. Сценаристът, Раян Мърфи, съобщи, че въпреки участието на Гага, сезонът няма да включва музикални изпълнения и ще е много по-тъмен от предишните. Вдъхновението за него идва от стари хорър филми и истински свръхестествени случки в хотели в Лос Анджелис. В сезона са включени и личните фобии на Мърфи, които самият той не е бил открил преди старта на сериала.

### Заснемане
Снимките на сериала започнаха на 14 юли 2015 г. в Лос Анджелис, където са снимани първите два сезона, „Къща за убийства“ и „Лудница“. Според американски журнал, креативни причини, а не икономически фактори са довели до преместването на сериала от Луизиана, отново в Ел Ей. Мърфи разкрива, че като снимачна площадка на сезона в студията на FOX е построен шестетажен хотел.

## Епизоди
Списък с епизодите на сезона.
| № | #  | Заглавие                                                         | Режисура       | Сценарий                 | Първо излъчване     | Първо излъчване в България | Рейтинг (в милиони) |
| --- | -- | ---------------------------------------------------------------- | -------------- | ------------------------ | ------------------- | -------------------------- | ------------------- |
| 52 | 1  | Настаняване ("Checking In")                                      | Раян Мърфи     | Раян Мърфи и Брад Фалчък | 7 октомври 2015 г.  | 15 февруари 2016 г.        | 5.81                |
| Две шведски момичета пристигат в хотел „Кортез“. Те са нападнати от обезобразено чудовище, което изскача от матрака в стаята им. Айрис ги настанява в стая 64, където едното момиче заспива, а когато се събужда намира призрачни деца, които смучат кръвта на припадналата ѝ приятелка. Детективът Джон Лоу получава странно обаждане, което го води до хотела. След претърсване на същата стая, той заспива, а когато се събужда вижда изчезналия си син, Холдън. Гейбриъл пристига в хотела, а когато се настанява, е брутално изнасилен от странно същество, наречено Демона на пристрастяването; преди да умре, се появява Сали, която го кара да каже, че я обича. Елизабет и Донован срещат друга влюбена двойка и решават да правят групов секс. По време на акта, те прерязват гърлата им и пируват с кръвта им. Уил Дрейк, бъдещият собственик на хотела, пристига със сина си, Лаклан. В ретроспекция от 1994, Сали и Донован пристигат в „Кортез“, където приемат голяма доза наркотици и той умира. Майката на Донован, Айрис, е бясна и бута Сали през един от прозорците на хотела, което води до смъртта ѝ. Когато се връща в стаята при починалия си син, тя намира Елизабет, която се възхищава на красотата му. В края на епизода, Джон се регистрира в хотела и се настанява в стая 64.                                                                              |    |                                                                  |                |                          |                     |                            |                     |
| 53 | 2  | Улеи и стълби ("Chutes And Ladders")                             | Брадли Бюекър  | Тим Минеър               | 14 октомври 2015 г. | 16 февруари 2016 г.        | 4.06                |
| Уил Дрейк организира модно шоу в хотела, с помощта на редактортката на Вог, Клаудия Банксън. Тристан Дъфи, модел, пристрастен към наркотиците, е нает за шоуто. Той среща Графинята, която му предава древен кръвен вирус и двамата започват сексуална връзка. Донован ги открива започва да ревнува, което води до решението на Графинята да прекрати връзката си с него. Джон решава да арестува Ирис, но променя решението си, когато тя му разказва какво се случва в хотела. Чрез ретроспекции, тя му разказва историята на първия собственик на хотела, садистичния сериен убиец, Джеймс Патрик Марч. Той построил хотела през 20-те години на миналия век като място, където тайно да убива и крие жертвите си. Когато вярната му прислужница, мис Евърс, му съобщава, че полицията го е разкрила, той я убива, след което се самоубива, за да не го хванат. Междувременно, Лаклан и Скарлет градят приятелство и той ѝ показва празен вътрешен басейн с четири малки ковчега за децата на Графинята. Скарлет разпознава изчезналия си брат, Холдън, в един от ковчезите и на следващия ден се връща, за да говори с него. Тя се снима с него, за да докаже на родителите си, че е жив, но, когато Джон отваря снимката, Холдън е размазан. |    |                                                                  |                |                          |                     |                            |                     |
| 54 | 3  | Мама ("Mommy")                                                   | Брадли Бюекър  | Джеймс Уонг              | 21 октомври 2015 г. | 17 февруари 2016 г.        | 3.20                |
| Тристан е заинтересован в г-н Марч и му обещава, че ще убие Уил Дрейк, след като той споделя, че ще срине етажа, който той обитава, заедно с прислужницата си. Графинята, обаче, го спира и му разкрива, че тя планира да се омъжи за него, за да наследи богатството му. Айрис е обидена от сина си, Донован, който ѝ казва да се самоубие. Не след дълго, Донован е отвлечен от Рамона Роял, бивша любовница на Графинята, която иска да убие децата ѝ, за да я накара да страда, както самата тя е страдала, след като Елизабет е убила гаджето ѝ. Когато разбира, че Донован и Графинята вече не са заедно, тя го пуска и той се връща в хотела, тъкмо когато Айрис слага край на живота си, след като собственият ѝ син ѝ е казал, че вече няма за какво да живее. Тя решава да помоли Сали да го направи с хероин, но когато дори големите дози не успяват, тя я задушава с найлонов плик. Убеден от Лиз Тейлър, че никой друг няма да го обича повече от майка му, Донован нахлува в стаята и я връща към живота, предавайки ѝ кръвния вирус като ѝ дава да пие от кръвта му. В същия ден, Алекс подава молба за развод и това разтърсва Джон. Напускайки хотела, тя вижда сина им, Холдън, който ѝ казва „Здравей, мамо!“. |    |                                                                  |                |                          |                     |                            |                     |
| 55 | 4  | Дяволска нощ ("Devil's Night")                                   | Раян Мърфи     | Дженифър Солт            | 28 октомври 2015 г. | 18 февруари 2016 г.        | 3.04                |
| На Хелоуин, серийният убиец Ричард Рамирез и други известни престъпници пристигат в хотела. Сред тях е Айлийн Уорнъс, която се опитва да убие Джон, след като го съблазнява в бара, но той успява да избяга и разбира, че тя не е единствената убийца, която е отседнала в хотел „Кортез“. Той отказва да повярва и мисли, че това са хора, преоблечени за Хелоуин, но Лиз Тейлър му съобщава, че е поканен на ексклузивната ежегодна вечеря на Джеймс Марч, на която той събира великите американски престъпници, които са мъртви, но всяка година се завръщат, за да отпразнуват престъпленията си. На вечерята, Джон става свидетел на убийството на мъж, който е доведен от Сали като „десерт“. Джон припада, а когато се събужда открива празната стая и Сали, която го убеждава, че всичко е било от алкохола. Междувременно, Алекс води Холдън вкъщи и се опитва да разбере какво му е, но след като го оставя сам за малко, го намира да яде кучето на Скарлет. Холдън пожелава да види другата си майка и води Алекс при Елизабет. Тя ѝ предлага шанса да ѝ предаде кръвния вирус, за да бъде с любимия си син вечно, а Алекс бавно се съгласява. |    |                                                                  |                |                          |                     |                            |                     |
| 56 | 5  | Румсервиз ("Room Service")                                       | Майкъл Гой     | Нед Мартел               | 4 ноември 2015 г.   | 22 февруари 2016 г.        | 2.87                |
| Айрис и Донован се срещат с Рамона и обсъждат плана за отмъщението на Елизабет, когато решават да използват Айрис като вътрешен човек, поради факта, че Графинята никога не я забелязва. Междувременно, Алекс посещава Макс в болницата, чието състояние се влошава, става ѝ мъчно и тя решава да му предаде вируса, за да оздравее. На следващия ден, Макс убива родителите си и създава хаус, превръщайки съучениците си. Те убиват и се хранят с учителите, а когато полицаите пристигат, обвиняват неизвестен мъж с маска за убийствата. Джон се събужда и намира Сали в леглото си. Тя му разказва, че двмата са били в бара, когато той я е завел в стаята си, след което са правили секс. Джон отказва да повярва, че е способен на това и напуска стаята. Двойка арогантни хипстъри се регистрират в хотела и ядосват Айрис. Тя е надъхана от Лиз, който ѝ разказва как е станал служител на хотела. Получила кураж, Айрис убива и изпива кръвта на двойката. Тя благодари на Лиз и двамата ги спускат в улеите към мазето. Елизабет събира Холдън и Алекс и той забелязва, че тя е носител на вируса. Алекс се съгласява да се грижи за децата на Графинята, която ѝ казва, че може да остане, колкото дълго пожелае, стига да спазва правилата. Алекс е притеснена да обитава една сграда с Джон, но спира да се тревожи, когато Холдън я кани да спи с него в стъклен ковчег. |    |                                                                  |                |                          |                     |                            |                     |
| 57 | 6  | Стая 33 ("Room 33")                                              | Лони Перистър  | Джон Дж. Грей            | 11 ноември 2015 г.  | 23 февруари 2016 г.        | 2.64                |
| В ретроспекция до 1926 г., д-р Чарлс Монгомъри се среща с Елизабет в Къщата за убийства, която иска да се подложи на аборт. По време на операцията, тримесечното бебе атакува сестрата, която асистира на Чарлс. Когато Елизабет се събужда, той ѝ подава бебето, обявявайки, че е момче. В настоящето, се оказва, че Елизабет държи сина си в стая 33. Холдън води баща си, Джон, до празния вътрешен басейн, където са стъклените ковчези и намира Алекс в един от тях, след което припада. По-късно, Джон напуска хотела и се прибира вкъщи със Скарлет. Донован и Айрис пристигат в хотела, за да вкарат плана си да убият децата на Елизабет за отмъщение в действие. Вместо това, Донован се отклонява и отива в мезонета ѝ, надявайки се, че ще я види, но вместо това открива Агнета и Вендела, които търсят своя цел след смъртта. Междувременно, Лиз Тейлър и Тристан започват връзка, но Лиз се притеснява какво ще се случи, когато Графинята разбере. Когато събира нужния кураж, той ѝ съобщава и я моли да останат заедно. Тя убива Тристан и казва на Лиз, че вече е негов. |    |                                                                  |                |                          |                     |                            |                     |
| 58 | 7  | Проблясък ("Flicker")                                            | Майкъл Гой     | Кристал Лиу              | 18 ноември 2015 г.  | 24 февруари 2016 г.        | 2.64                |
| Две призрачни фигури са открити в барикадиран коридор на хотел „Кортез“. През 1925 г., младата Елизабет започва връзка с филмовата звезда Рудолф Валентино. Той умира внезапно и тя се омъжва за Джеймс Марч. По-късно, Валентино се появява и обяснява, че е инсценирал смъртта си, за да получи безценен дар – кръвен вирус, който ти дава безсмъртие, но и ужасна жажда. Той го предава и на Елизабет, но Марч започва да ревнува и заключва Рудолф в коридора, заедно със съпругата му. В настоящето, Джон Лоу е приет в клиника и намира момиче, което е свързано с убиеца, който използва Десетте Божи заповеди. Той тръгва с нея, за да разбере кой е убиецът, но момичето се самоубива, скачайки пред камион на пътя. |    |                                                                  |                |                          |                     |                            |                     |
| 59 | 8  | Убиецът по Десетте Божи заповеди ("The Ten Commandments Killer") | Лони Перистър  | Раян Мърфи               | 2 декември 2015 г.  | 25 февруари 2016 г.        | 2.31                |
| След смъртта на Рен, Джон се отправя към „Кортез“ и настоява да знае къде е убиецът. Сали го води в стая 64 и му показва тайно помещение, което Марч е построил преди десетилетия, и му казва, че самият той е убиецът. Осъзнавайки какво е извършил, той отива в моргата, за да си признае пред детектив Хан. Чрез поредица от ретроспекции, е разкрито, че първото посещение на Джон в хотела е било още през 2010 г. Той се запознал с Марч, който решил, че Джон е перфектен за мисията да довърши започнатото от него. За да го вкара истински в лошия свят, Марч убеждава Елизабет да отвлече сина му, Холдън. Объркан, Джон отива при Мартин Гамбоа, филмов блогър и педофил, и го убива. Сали почти оставя Джон да се самоубие, но Марч го спасява и ѝ казва, че ще бъде изцяло неин, след като завърши убийствата. |    |                                                                  |                |                          |                     |                            |                     |
| 60 | 9  | Тя иска отмъщение ("She Wants Revenge")                          | Майкъл Ъпендал | Брад Фалчък              | 9 декември 2015 г.  | 29 февруари 2016 г.        | 2.14                |
| Елизабет страда по Валентино и Наташа и се опитва да ги открие. Тя планира да превърне „Кортез“ в крепост срещу модерния свят за своя Руди, но единствено, след като убие Уил. Алекс открива децата, носители на вируса, и телата на родителите им, които самите те са убили. Тя се опитва да им помогне и да ги заведе в „Кортез“, но те отказват и бягат. Донован моли Рамона да побързат с плановете за отмъщение срещу Графинята, защото сватбата ѝ с Уил наближава. Те отиват в хотела и, когато Рамона е на косъм да прободе Елизабет с нож, Донован я предава и я заключва в изоставен коридор в клетка с неонови светлини. Уил сключва брак с Елизабет на частна церемония и веднага след това, Марч му показва Вартоломей. Заради лошите му мисли към детето ѝ, Елизабет го хвърля при Рамона и гледа на камера как тя прерязва гърлото му и пие кръвта му. |    |                                                                  |                |                          |                     |                            |                     |
| 61 | 10 | Тя получава отмъщение ("She Gets Revenge")                       | Брадли Бюекър  | Джеймс Уонг              | 16 декември 2015 г. | 1 март 2016 г.             | 1.85                |
| Донован осъзнава истинските намерения на Графинята. Лиз и Айриз планират да напуснат хотела завинаги. |    |                                                                  |                |                          |                     |                            |                     |
| 62 | 11 | Кралска битка ("Battle Royale")                                  | Майкъл Ъпендал | Нед Мартел               | 6 януари 2016 г.    | 2 март 2016 г.             | 1.84                |
| Рамона получава жизненост от необичаен източник. Сали използва миналото си, за да уреди бъдещето си. Скарлет научава истината за заразата на семейството си. |    |                                                                  |                |                          |                     |                            |                     |
| 63 | 12 | Бъди наш гост ("Be Our Guest")                                   | Брадли Бюекър  | Джон Дж. Грей            | 13 януари 2016 г.   | 3 март 2016 г.             | 2.24                |
| Финалът на сезона. Айрис и Лиз ръководят нова ера за „Кортез“. Джон и Алекс се опитват да свикнат с живота извън хотела. |    |                                                                  |                |                          |                     |                            |                     |

## В България
В България сезонът започва на 15 февруари 2016 г. от понеделник до четвъртък от 23:55 и завършва на 3 март. Ролите се озвучават от артистите Таня Димитрова, Ирина Маринова, Десислава Знаменова, Светозар Кокаланов и Росен Плосков, който е заместен от Чавдар Монов в епизоди 5-8 и Илиян Пенев в 9-12.